# 华扁豆
华扁豆（学名：Sinodolichos lagopus）为豆科华扁豆属下的一个种。